# 五維正六胞體
五维正六胞体（Hexateron）或称正六超胞体（Hexateron）是3个五维凸正多超胞体之一，一種自身對偶的五維多胞體，是五维的单纯形，四维正五胞体、三维正四面体、二维正三角形的五维类比。由6个正五胞体胞、15个正四面体胞、20个正三角形面、15条棱、6个顶点组成。它的二超胞角是cos−1(1/5)，约等于78.46°。正如其它维的正单纯形一样，正六超胞体可以被看作是正五胞体的棱锥，即正五胞体棱锥，它由一个正五胞体底面一个与正五胞体5个顶点距离都相等且等于正五胞体棱长的顶点相连而成，正五胞体的正四面体胞与顶点相连成为5个正四面体棱锥（即正五胞体）侧面。

## 几何性质
正六超胞体的顶点处有5条棱相交，应此它的顶点图是正五胞体，在它的棱处有4个正五胞体维脊相交，应此它的棱图是正四面体。它有施莱夫利符号{3,3,3,3}，考斯特-迪肯符号，它像其它正单纯形一样是自身对偶的。
对于一个边长为a的正六超胞体，其超胞积是{\displaystyle {\cfrac {{\sqrt {3}}a^{5}}{480}}},表胞积是{\displaystyle {\cfrac {{\sqrt {5}}a^{4}}{16}}},高是{\displaystyle {\cfrac {{\sqrt {30}}a}{5}}}。
若一个正六超胞体的棱长为1，则其外接五維超球的半径为{\displaystyle {\frac {\sqrt {15}}{6}}},內切五維超球的半径为{\displaystyle {\frac {\sqrt {15}}{30}}}。

### 坐标系
为了得到正六超胞体的顶点坐标，我们可以将其看作是由正五胞体和一个与正五胞体5个顶点距离都相等且等于正五胞体棱长的顶点相连而成。经过计算之后，我们便可将棱长为2，中心在五维直角坐标系原点的正六超胞体顶点坐标表示为：

{\displaystyle \left({\sqrt {\frac {1}{15}}},\ {\sqrt {\frac {1}{10}}},\ {\sqrt {\frac {1}{6}}},\ {\sqrt {\frac {1}{3}}},\ \pm 1\right)}
{\displaystyle \left({\sqrt {\frac {1}{15}}},\ {\sqrt {\frac {1}{10}}},\ {\sqrt {\frac {1}{6}}},\ -2{\sqrt {\frac {1}{3}}},\ 0\right)}
{\displaystyle \left({\sqrt {\frac {1}{15}}},\ {\sqrt {\frac {1}{10}}},\ -{\sqrt {\frac {3}{2}}},\ 0,\ 0\right)}
{\displaystyle \left({\sqrt {\frac {1}{15}}},\ -2{\sqrt {\frac {2}{5}}},\ 0,\ 0,\ 0\right)}
{\displaystyle \left(-{\sqrt {\frac {5}{3}}},\ 0,\ 0,\ 0,\ 0\right)}
如果我们将正六超胞体当作是位于六维直角坐标系中的超平面，则正六超胞体的顶点坐标可以简单地表示为(0,0,0,0,0,1)或者(0,1,1,1,1,1)的全排列，这样的正六超胞体实则是六维正轴体（前者）或者截半六维超正方体（后者）的一个表面。

### 对称群构造
作为五维的正单纯形，一个五维凸正多超胞体，它具有A5考克斯特平面对应的对称群构造，对应施莱夫利符号{3,3,3,3}，考斯特-迪肯符号。同时，它可被看作是四维正五胞体的棱锥，只具有A4对应对称性。

## 图像
五维正六胞体可以以自身的对称性被平行投影到2维平面上：
| Ak 考克斯特平面 | A5  | A4  |
| --------------- | --- | --- |
| 图像            |     |     |
| 二面体对称群    | [6] | [5] |
| Ak 考克斯特平面 | A3  | A2  |
| 图像            |     |     |
| 二面体对称群    | [4] | [3] |

| 正六超胞体的五维到四维施莱格尔图像的四维到三维球极投影的三维到二维透视投影。 |

## 相关链接
- 正五胞体
- 五维空间
- 五维超正方体
- 五维正轴体